# Бруснівська каменярська школа
Бруснівська каменярська школа (бруснівська каменярка) — значний осередок української народної скульптури, оригінальна каменярська школа, яка діяла у селі Старе Брусно (Любачівський повіт, Надсяння) на базі місцевого вапнякового родовища.

## Історія
Історія експлуатації вапнякових скель в Старому Брусні сягає XVI століття. У люстрації королівських земель за 1565 рік вказується, що «там є гора, в якій ламають млинові камені, а тих майстрів, що ламають камені, є троє, дають до замку десятий камінь, яких за рік доставляють орієнтовно сім, кожен щонайменше вартує 6 гривень, що становить 67 злотих 6 грошей». У тому ж документі подаються імена перших відомих нам майстрів («гірників»): Савка, Стецько і Стецько.
Отож, відомо, що спочатку каміння переробляли на будівельний матеріал, вирізали з нього камені для млинів та жорен, бруски для гострення ножів і сокир. З бруснянського каменю також випалювали вапно. Такі ж каменоломні діяли у селах Смолин, Верхрата, Любича Королівська.

## Типи бруснівських надмогильних пам’ятників
Бруснівська каменярська школа досягла свого розквіту в другій половині XIX — на початку XX ст., найбільша частина цього спадку — меморіальна пластика (надгробки, зразки яких представлені на римо-католицьких, греко-католицьких і протестантських цвинтарях території від Кракова до Львова, по обидва боки сучасного україно-польського кордону).

##### Надмогильні плити
До появи хрестів могили традиційно накривалися рівними прямокутними плитами, цілком заповненими написами, що свідчили про особу похованого. Таких поховань в околицях Брусна збереглося небагато; як яскравий приклад можна навести надгробну плиту біля церкви в Радружі.

##### Хрест на базі
Надгробки складаються з двох частин — основи та хреста. Основа часто з необробленого каменю; використовувалися також непридатні до вжитку жорнові камені. З часом конструкція просідала, так що основа могла опинитися під шаром ґрунту. Характерні проста чотирираменна форма хреста, нижнє рамено трохи видовжене. Бічні рамена деколи розширені на кінцях (нагадують мальтійські хрести), а деколи мають правильну прямокутну форму.

Хрест з написами на цвинтарі в Подемщині. Невідомий бруснівський майстер

 На багатьох хрестах на цьому етапі написи відсутні; існує версія, що інскрипції виконувалися вугіллям і з часом стерлися.
На деяких хрестах викарбувані написи і солярні знаки. Такий хрест нагадує ікону Розп’яття, на якій зображалися літери: INЦI (Ісус Назарянин, Цар Юдейський — таку табличку наказав прибити на хресті Понтій Пілат), скорочений підпис ІС ХР (Ісус Христос), а внизу череп і дві кістки як символ Адама, який, за переказами, був похований на горі Голготі. Написи можуть зустрічатися як з фронтального, так і з тильного боку хреста. Основа є прямокутної форми, а монтажні отвори розміщуються в першій третині плити. Поступово ці отвори переносяться до центру плити, а сама плита набирає квадратної форми.

##### Хрест з розп’яттям
Надгробки складаються з двох частин — основи та хреста з розп’яттям. Основа зберігає просту квадратну форму, може бути дворівневою (ступінчатою). Форма хреста розвивається і збагачується. Окрім Розп’яття можна зустріти стилізовані зображення ангелів і солярні знаки. Зустрічаються бароковоподібні завершення рамен в формі трилистника. Нижнє рамено хреста видовжується і отримує додаткове потовщення на зразок п’єдесталу.

##### Хрест з розп’яттям на п’єдсталі
Пам’ятник складається з трьох блоків: основа, прямокутна в плані, дуже наближена до квадрату; високий цоколь п’єдесталу; власне хрест. Хрест з розп’яттям доповнюється фігурками предстоячих. Це, як правило, дві жіночі постаті (ймовірно, дві Марії) або жіноча і чоловіча (Марія та Іван Богослов), які стоять біля розп’яття. Тут також можна прослідкувати зв’язок з іконописом, лише на іконі «Розп’яття з предстоячими» могли зображатися всі жінки-мироносиці та Іван Богослов, а в пластичному виконанні цей сюжет спрощено. Цоколь-п’єдестал може бути складної форми з профілюваннями зі спеціальною нішею для написів. Деколи в ніші
вміщувалася фігура святого, а площа для написів виконувалася окремо.

##### Вплив професійного мистецтва
Великою подією для Брусна було навчання місцевого вихідця Григорія Кузневича у Львові та Римі. Отримавши вищу професійну художню освіту, Григорій Кузневич повернувся до рідного села, де навчав інших майстрів. Разом з тим, в село прийшла мода на нові форми меморіальної пластики.
Надгробок і далі складався з трьох частин, проте цокольна частина змінює свою форму, наслідуючи перемиські або львівські зразки. Хрест починають виконувати як імітацію дерев’яного хреста — з корою, сучками, листям, додатково оздоблюють рушниками, віночками, ангелочками з каменю. Також часом замість хреста з розп’яттям встановлюється фігура. Дуже популярною є фігура Божої Матері. 
На цьому етапі бруснівська школа почала втрачати свою своєрідність.

## Зникнення школи
Каменярська школа припинила своє існування в середині XX століття разом з селом Старе Брусно, мешканці якого були депортовані до УРСР .
Частина цвинтарів, на яких збереглися роботи бруснівських майстрів, внесена до державного реєстру пам’яток Польщі.

## Відомі майстри
- Григорій Кузневич
- Іван Кузневич
- Григорій Галабурда [2]
- Дмитро Підгорецький
- Любицький
- Данись С.

## Галерея

Цвинтар у Старому Брусні, вигляд на найдавнішу частину, фото 2011 р.
Типовий бруснівський надгробок з розп’яттям, с. Суха Воля, фото 2015 р.
Надгробок зі статуєю Пресвятої Богородиці, Старе Брусно, фото 2013 р.
Надгробок на могилі Теодора Кузневича, Старе Брусно, фото 2016 р.